# Sefer HaZohar
Pour les articles homonymes, voir Zohar.
Le Sepher ha-Zohar (Livre de la Splendeur), aussi appelé Zohar (זֹהַר), est l'œuvre maîtresse de la Kabbale, rédigée en araméen. La paternité en est discutée : il est traditionnellement attribué à Rabbi Shimon bar Yohaï, Tana du IIe siècle. La recherche académique suggère aujourd'hui qu'il pourrait avoir été rédigé par Moïse de León ou par son entourage entre 1270 et 1280, en compilant une tradition orale.
Il s'agit d'une exégèse ésotérique de la Torah et du Talmud.

## Paternité de l'ouvrage
Selon le Midrash, les élèves de Rabbi Akiva se répartirent la responsabilité des différentes parties de la Torah, et Rabbi Shimon bar Yohaï prit la responsabilité de la doctrine secrète. Il aurait alors écrit le Zohar avec neuf de ses élèves dans la grotte de Idra Rabba, comme indiqué dans l'ouvrage : « C’est ainsi que je fixe les choses, Rabbi Abba notera, Rabbi Eliezer, mon fils, enseignera oralement, et le reste des amis s'exprimeront dans leur cœur… » (Livre du Zohar, Parashat HaAzenou). Immédiatement après sa rédaction, le livre aurait été dissimulé dans une grotte, pour réapparaître au XIIIe siècle, à l'époque de Rabbi Moise de Leon. Selon la légende, l'ouvrage aurait quitté sa grotte avec la caravane d'un marchand qui, en découvrant les parchemins, les aurait utilisés pour envelopper des épices : ainsi le Zohar se serait-il retrouvé en Espagne. Moïse de León aurait alors découvert les manuscrits sur le marché, puis rassemblé et remis en forme ceux-ci. À sa mort, son épouse aurait enfin vendu les livres de son mari pour subvenir à ses besoins, dont le Zohar, enfin révélé au monde.
La recherche académique contemporaine attribue la paternité du Zohar à Moïse de León lui-même, ou à une multiplicité d'auteurs réunis en « cercles » kabbalistiques disséminés dans son entourage plus ou moins proche, qui auraient compilé la matière de l'ouvrage sous le nom unique de Shimon bar Yohaï (la pseudépigraphie, qui présente l'avantage d'augmenter l'importance des écrits aux yeux des lecteurs tout en préservant l'identité de l'auteur réel, menacé par les institutions politiques ou religieuses, était une pratique très répandue et déjà fort ancienne dans les milieux juifs médiévaux - il serait d'ailleurs anachronique de prêter à ce genre de littérature spiritualiste et symboliste un désir d'exactitude historiographique). La thèse d'une rédaction médiévale du Zohar fut soutenue par Jean Morin dès 1633 dans ses Exercitationes Biblicae. À la même époque, Léon de Modène faisait également connaître ses objections à l'antiquité du Zohar dans son Lion rugissant (ארי נוהם) publié en 1639. Ce dossier à charge fut complété par Jacob Emden dans son  Mitpahat Sepharim (מטפחת ספרים) publié à Altona en 1768. La généalogie de cette querelle a été retracée par Paul Vulliaud qui montre que Salomon Munk a adopté cette opinion critique déjà ancienne en ne tenant compte que d’une partie de la documentation et sans même chercher à discuter les raisons des partisans de l’authenticité.
Il n'y a pas de réel moyen de trancher, il existe des arguments pour les deux options. Celles-ci découlent d'ailleurs de logiques assez différentes. L'approche universitaire tend à évacuer toute thèse ne présentant pas de preuve objective formelle (entre autres, aucune version connue du Zohar n'est antérieure au XIIIe siècle) ; elle est en outre lourdement tributaire de « la perspective des contempteurs rationalistes de la Kabbale qui, dans la science juive du XIXe siècle, l'accablèrent sous un mépris qui était loin d'être dicté par un esprit scientifique serein et impartial ».
Ariane Kalfa, philosophe du judaïsme et héritière des enseignements du Gaon de Vilna par l’intermédiaire du philosophe Jean Zacklad, soutient que le Zohar fut bien écrit par Rabbi Shimon bar Yohaï au IIe siècle. Son argument est le suivant : les grands corpus de la culture juive ainsi que ses livres fondamentaux sont d’abord dus à une transmission orale, et nous savons par transmission orale, de maître à disciple, que le Zohar est l’œuvre de Rabbi Shimon bar Yohaï. Cette question fut soulevée à l’Université autour de la soutenance d’un de ses mémoires de recherche. Rien ne prouve qu’elle est l’œuvre de Moïse de Léon qui selon elle, n’a fait qu’étudier l’un des corpus de la « tradition ». 
Pour conclure sur le problème de paternité de l'ouvrage, on pourrait citer le Baal HaSoulam, pour qui l'importance et la profondeur du livre du Zohar sont telles qu'elles éclipsent la question de l'identité de l'auteur, que ce soit Moïse de León, Shimon bar Yohaï ou bien les Prophètes eux-mêmes.

## Apparition historique
Un ouvrage très volumineux commence à circuler parmi les lettrés juifs au début des années 1280 : le Midrash ha-Néélam, « le Commentaire caché », puis un autre du même style, tout aussi volumineux, issu de la même école, le Midrash yerouchalmi, « le Commentaire de Jérusalem ». Moïse de Léon et son disciple, Isaac ben Sehoulah, sont les deux premiers kabbalistes à citer ces ouvrages vers 1280 en les attribuant à Shimon bar Yohaï. D'après les critiques universitaires, ces ouvrages laissent percevoir délibérément qu'ils ont été compilés à une époque bien plus récente, par des références aux Croisades par exemple. Paul Vulliaud a toutefois fait observer que « le fragment suspect de modernité appartient à la donnée classique de la littérature apocalyptique chez les Juifs, savoir : la croyance générale à la destruction de Rome et au rétablissement de Sion. (...) Et la preuve définitive que le morceau du Zohar en cause ne date pas seulement de la fin du XIIIe siècle, époque fixée par les critiques, c’est qu’on en trouve la substance déjà dans les Nistaroth di Rabbi Shim’ôn ben Yochaï. (...) Ce thème, retrouvé dans le Zohar, n’a donc rien à voir avec les Croisades ».
Gershom Scholem se base sur une analyse stylistique, mais également sur le fait que Moïse de Léon détenait les manuscrits originaux de ces ouvrages, selon le témoignage d’un de ses disciples, pour supposer que Moïse de Léon et son école ont composé ces ouvrages dans les années 1270. Réunis, ils prennent le nom de Sefer Ha Zohar, « le Livre de la splendeur » : l’œuvre la plus célèbre du corpus kabbalistique.
Gershom Scholem et Charles Mopsik soulignent que Moïse de Léon et son école, à la fin du XIIIe siècle, ne disposaient pas d’assez d’autorité pour remettre en cause le prestige dont bénéficiaient Aristote et ses commentateurs juifs dans les écoles maïmonidiennes. D’où l’idée d’opposer à la littérature judéo-aristotélicienne une littérature parée d’un prestige plus grand encore que celui d’Aristote dans les communautés juives, une littérature aussi ancienne, venue de Terre sainte, écrite dans une langue aussi vénérable, et attribuée à l'un des fondateurs du judaïsme rabbinique et à ses disciples.
Mais Moïse de Léon et son école accomplissaient surtout un travail de compilateurs. Ils rassemblaient un corpus kabbaliste dont l’origine remonte à la Littérature des Palais ou Écrits du Char Céleste, à l’époque de la fondation du judaïsme rabbinique. Ils englobaient effectivement une tradition qui apparaît à l’époque de Shimon bar Yohaï dans la littérature juive. Ce qui les autorisait à mettre en jeu sa présence dans le Zohar dont il est l'auteur « en ce sens que le recueil kabbalistique contient et perpétue sa doctrine ».
Une nouvelle étape est franchie dans l’histoire de la Kabbale, avec le Zohar. L’ouvrage gagne de plus en plus d'audience dans les communautés juives d’Espagne. Un changement d’échelle se produit au tournant du XIIIe et du XIVe siècle. La Kabbale devient un phénomène social, selon Mopsik.
Durant la vague de persécutions anti-juives qui débute en Espagne en 1391, le Zohar apparaît comme l’arme essentielle de la résistance juive face à la persécution, alors que, pour y échapper, nombre de Juifs proches de la philosophie maïmonidienne choisissent de se convertir à la foi chrétienne.

## Le contenu du livre

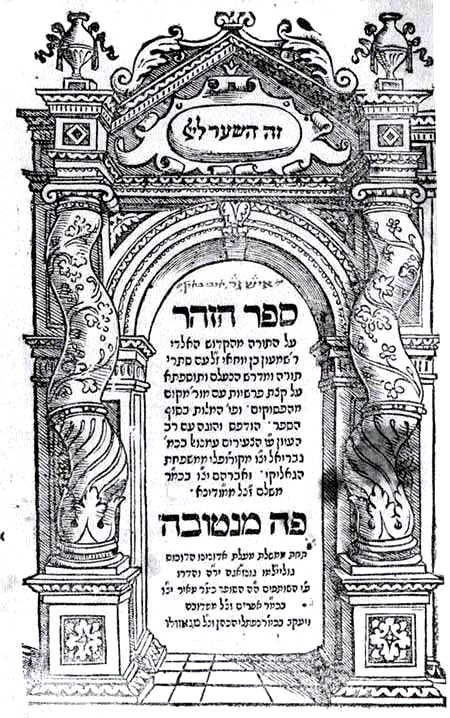
Page de couverture du Zohar, Mantoue (1558), première édition imprimée.

Le Zohar opère la synthèse de la littérature kabbalistique à la fin du XIIIe siècle. Elle est issue de trois sources principales, selon Gershom Scholem et Charles Mopsik : 
- le corpus des études juives anciennes (Talmud, Midrach, liturgie synagogale, Littérature des Palais et textes apparentés) ;
- les philosophes juifs médiévaux (Abraham ibn Ezra, Bar Hiya, Salomon ibn Gabirol, Juda Halevi, Maïmonide, etc.) ;
- les écrits platoniciens et néoplatoniciens, en particulier Jamblique, Proclus et Jean Scot Erigène.

Le Zohar réaffirme le projet de la Kabbale : restaurer la tradition ésotérique du judaïsme ; élaborer un système à la fois philosophique et mystique afin de s’opposer au courant aristotélicien dominant, au XIIIe siècle, dans les communautés juives, sous l’influence de l’école maïmonidienne.

### L'exégèse kabbalistique
Le Zohar se présente comme un commentaire de la Torah, écrit en judéo-araméen à la manière des exégèses rabbiniques de la fin de l’Antiquité, sous forme d’une homélie, d’un dialogue ou d’une discussion entre rabbins. Il expose la méthode propre à l'exégèse kabbalistique.
Le Zohar affirme qu'il y a quatre formes d'exégèses de la Torah :
- Peshat : sur le sens littéral du texte ;
- Remez : sur le sens allégorique du texte ;
- Drash : la méthode comparative, métaphorique et homilétique ;
- Sod : sur le sens caché, mystique.

Les initiales de ces quatre mots, P, R, D, S, forment le vocable PaRDeS (en hébreu פרדס : « verger »).

La méthode du Zohar se trouve expliquée dans ce passage : 
« Malheur à celui qui croit que la Torah ne contient que des récits communs et des paroles ordinaires car, s’il en était ainsi, nous pourrions encore de notre temps composer une loi beaucoup plus admirable… Il est évident que dans chaque parole gît un mystère profond et les mondes inférieur et supérieur sont pesés sur la même balance (c'est-à-dire : mais tout ce qui vient d’en haut doit tout d’abord, pour devenir accessible, revêtir une enveloppe mortelle). Les anges envoyés sur la terre n’ont-ils pas pu prendre des vêtements humains, autrement ce monde n’aurait pas pu les recevoir ? Comment alors la Sainte Torah, laquelle est tout entière destinée à notre usage, pourrait-elle se passer de vêtements ? Eh bien ! Les récits sont le vêtement… Il y a des hommes qui, lorsqu’ils voient un de leurs semblables bien vêtu, se contentent de cette vue et prennent le vêtement pour le corps. À plus forte raison ne recherchent-ils pas et n’apprécient-ils pas l’âme qui est encore supérieure au corps. Il en est ainsi pour la loi divine : les récits constituent son vêtement, la morale qui en ressort est son corps, enfin le sens caché, mystérieux est son âme… Les simples ne prennent garde qu’au vêtement et ne voient pas ce qui est en dessous. Ceux qui sont supérieurs cherchent le corps. Les sages et les initiés, au service du Roi d’en-haut, ne considèrent que l’âme qui est la racine de toute loi. De même aussi pour les choses d’en haut, il y a un vêtement, un corps et une âme. L’âme des choses est ce qui se rapporte au ciel… »
Le Zohar postule que « la Bible est un document chiffré, au sens où ses récits ne sont qu’un voile qui cache un système de pensée et un savoir très précieux portant sur la structure du monde, de l’homme et de Dieu », selon Charles Mopsik.
L’accès à ce savoir est déterminé principalement par l’enseignement de ceux qui ont reçu et transmettent les clés du décryptage de ce code.
Le salut de l’individu, le salut de son âme aussi bien que le bien-être de son corps, dépendent du déchiffrage du texte saint, selon le Zohar. Mais, pour Mopsik, le Zohar est moins une « doctrine secrète », qu’une « pensée du secret », où il s’agit d’abord « de voir les choses les plus courantes, les plus habituelles, comme si on les regardait pour la première fois ».

### L'union mystique selon le parcours des sephirot

Arbre de vie kabbalistique avec les noms des séphirot traduits en français.

L’union mystique avec le divin occupe une place essentielle dans le Zohar. Le parcours du mystique suit dix étapes principales, dont les sephirot représentent les enjeux en composant un royaume symbolique. Ce sont les « dix nombres abîme » assimilables aux dix extensions ou « mesures infinies » d'un principe central, unique et inconnu ; les dix dimensions de l’univers dans lequel Dieu s’est étendu.
Les sephirot correspondent « aux dix doigts des mains ou des pieds », au centre desquels se situe le corps de l’homme, de sorte que se crée, selon Mopsik, comme « un croisement entre une « physique » du divin et une « métaphysique » de l’humain ».
Le Zohar livre une explication systématique des dix sephirot sous la forme d’un tableau décrivant leur fonction, leur place dans la hiérarchie des émanations divines et les symboles qui leur sont attachés. Ce tableau prend l’aspect de la figure anthropomorphe et androgyne de l’Homme idéal créé à l’image de Dieu.
Toutes les réalités sont référées à deux principes universels : un principe masculin et un principe féminin, un « couple mâle/femelle, à la fois comme désignation de la structure duelle du monde divin et comme forme finale de l’unification des puissances divines », selon Mopsik.
Ces deux principes agissent dans des directions apparemment opposées, mais ils comprennent chacun leur contraire, sans pour autant s’abolir, ni porter atteinte à leur caractère spécifique, de sorte que l’un ne s’active jamais sans que l’autre qui l’habite n’entre aussi en action, même si ne n’est qu’à un degré d’efficience moindre.

### La réparation
Mopsik souligne que « l’union mystique avec Dieu est une opération pratique visant non pas une contemplation ou la béatitude, à savoir le plaisir pur de la présence de l’ineffable, mais une action concrète et rédemptrice, une réparation : l’unité de Dieu, la connexion harmonieuse de toutes les sephirot est encore une utopie, elle n’est pas une réalité déjà établie et constante, Dieu n’est pas vraiment Un tant que son peuple connaît l’exil, la persécution et l’humiliation […] Partageant le sort de Dieu en s’unissant à Lui, goûtant ce faisant cette fêlure inscrite au sein du Corps divin cosmique, l’homme récitant le Chéma Israël effectue un acte de réparation, partiel et qui doit être tous les jours répété, il rappelle l’utopie de l’Un et s’investit dans la reconquête de sa plénitude dévastée».
Le Zohar attache une grande importance aux pratiques du judaïsme. Les mitzvot, les rites dictés par les commandements divins, perdent leur signification quand on les accomplit sans éprouver intimement, intellectuellement et corporellement, ce qu’ils recouvrent.
Ce qui se donne pour une évidence, déterminée par les habitudes, voile la vérité qu’elle transmet : toute chose est enveloppée d'un vêtement, d’une qlipah, d’une coquille, pour le Zohar. Une coquille que l’on prend souvent pour cette chose même et qui à ce titre est le vecteur de toutes les illusions. Il faut briser la coquille, surmonter les illusions qu’elle provoque, pour pénétrer le fruit, l’amande, symbole du secret, pour le Zohar.

### La transmigration des âmes
Le Zohar attache également une grande importance à la transmigration des âmes, une doctrine d'origine platonicienne et non biblique, mais que le Zohar développe d'une manière qui lui est propre. Les âmes passent d'une étape à une autre dans « le royaume des sephirot ». Chaque étape correspond à une vie nouvelle, meilleure ou pire que la précédente, selon la direction que prennent les âmes. Elles vivent, elles meurent, elles revivent.
Mais les âmes connaissent également des changements de sexe. C’est l’une des originalités du Zohar : les âmes sont sexuées. Elles sont plus ou moins masculines et plus ou moins féminines, de sorte que le mariage entre les âmes réclame une étude particulière.
La fécondité est fondamentale pour le Zohar. Si une âme reste stérile, si elle ne se marie pas avec une autre âme pour produire une descendance, alors l’âme regressera à un niveau inférieur.
L’une des grandes causes de l’infécondité pour le Zohar tient « au fait qu’une femme a [parfois] en elle une âme d’homme. Cette femme masculine doit faire appel à une âme féminine errante, qui ira l’habiter momentanément de manière à lui procurer les étincelles féminines qui lui font défaut pour lui permettre de devenir enceinte. Il s’agit du phénomène du Ibour. Si elle ne peut obtenir cette âme féminine passagère, son mari peut le faire à sa place : il sera le réceptacle de l’âme féminine, en obtiendra les étincelles de féminité qui manquent à sa femme, et il assumera le rôle masculin et féminin au sein de la relation sexuelle », remarque Mopsik.

## Postérité
La diffusion du Zohar à partir du XIIIe siècle a considérablement contribué au développement de différentes variations de la Kabbale jusqu'à l'époque actuelle.

## Traductions et commentaires

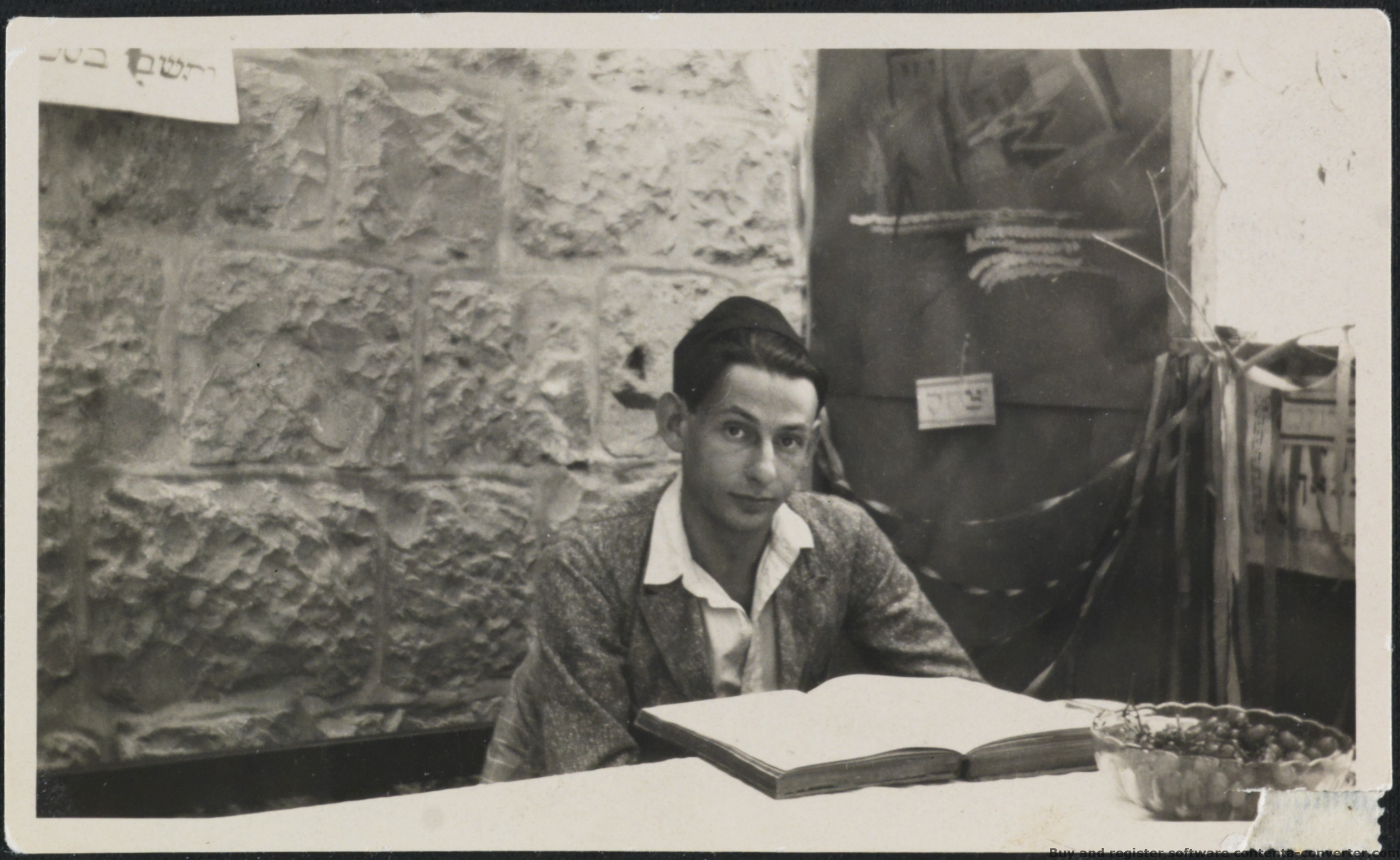
Le jeune Gershom Scholem étudiant le Zohar (1925).

La langue originale du Zohar est l'araméen. Il s'agit d'un araméen difficile, assez différent de celui du Talmud.
Sa première traduction en hébreu est conjointe à celle du Tikunei haZohar, un ensemble de correctifs, et remonte à l'année hébraïque 5318, soit en 1558.
En ce qui concerne les traductions en français, il y en a deux : l'une est la traduction de Jean de Pauly, en fait une traduction de la traduction en latin de Jean Pic de la Mirandole. Cette traduction fut réalisée vers la fin du XIXe siècle et publiée après la mort de Pauly, au début du XXe siècle. Assez controversée (Gershom Scholem, par exemple, accusa Jean de Pauly d'avoir falsifié le texte), cette traduction fut longtemps la seule disponible.
La seconde traduction française est celle de Charles Mopsik, plus récente et plus académique. Sa mort prématurée l'a laissée inachevée. Une nouvelle traduction est en cours par Michael Sebban.
Le Zohar est un livre complexe et profond qui a suscité de nombreux commentaires depuis sa parution. On peut ranger les commentaires en deux catégories :
- les commentaires antérieurs à la Kabbale lourianique ;
- les commentaires postérieurs à la Kabbale lourianique, y compris les propres commentaires de Rabbi Itzhak Louria, dont l’œuvre est traversée par le Zohar.

### Traductions en français
- Sepher ha-Zohar (Le livre de la splendeur), trad. Jean de Pauly (1906-1911, posthume), Maisonneuve et Larose, 6 vol., 1973. « Traduction ancienne très contestée » (Ch. Mopsik).
- Le Zohar traduction de l'araméen par Charles Mopsik, Lagrasse, Verdier, 1981-2001, 7 vol.
  - Genèse t. I : Préliminaires. Béréchit. Noah. Lekh Lekha, suivi du Midrach ha Néélam, 1981, 671 p.
  - Genèse t. II : Vayera. Hayé Sarah. Toldot. Vayetsé. Vayichlah, 1994, 554 p.
  - Genèse t. III : Vayéchev, Miqets, 2001, 403 p.
  - Genèse t. IV : Vayigach. Vayehi, 1998, 224 p.
  - Livre de Ruth, suivi du Fragment inconnu du Midrach ha-Néélam sur Ruth par Moché Idel, 1999, 216 p.
  - Cantique des cantiques, 1999, 224 p.
  - Lamentations, 2000, 214 p.
- extraits : Le Zohar. Le livre de la splendeur, par Gershom Scholem, Seuil, coll. « Points Sagesses », 2011, 152 p.
- Zohar Hoq-Léisraêl, extraits selon le découpage établi par Haïm Joseph David Azoulay traduit par Michaël Sebban, édition bilingue, Paris, Beit Hazohar.
  - Berechit/Genèse : 2012, 401p.
  - Chemot/Exode : 2013, 378p.
  - Vayiqra/Lévitique : 2017
  - Bamidbar/Nombres: 2018
  - Devarim/Deutéronome: 2019
  - Tiqqouney vol 1 : 2016. Contient les introductions du Tiqouney zohar. sera publié en 10 volumes.

### Études
- Gershom Scholem, La kabbale. Une introduction (1974), trad., Gallimard, coll. « Folio essais », 2005.
- Gershom Scholem, Les grands courants de la mystique juive (1941), trad., Payot, 1950.
- Yeruham Fishel Lachower, Isaiah Tishby, David Goldstein (édi.), The Wisdom of the Zohar: an anthology of texts (1971), trad. David Goldstein, Londres, The Littman Library of Jewish Civilization, 1994, 1596 p. (4 vol.).
- Paul Vulliaud, La Kabbale juive, Paris, Émile Noury, 1923 (notamment t. I ch. 8 ; chapitre réédité en tiré à part sous le titre L'antiquité du Zohar, éd. localement transcendantes, 2021).